# 에이전트 코디 뱅크스 2
《에이전트 코디 뱅크스 2》(영어: Agent Cody Banks 2: Destination London)는 미국에서 제작된 케빈 앨런 감독의 2004년 액션 코미디 버디 영화이다. 《에이전트 코디 뱅크스》(2003)의 속편이다. 프랭키 뮤니즈, 앤서니 앤더슨, 해나 스피어릿 등이 출연하였고, 데이비드 글래서 등이 제작에 참여하였다.

## 출연
- 프랭키 뮤니즈
- 앤서니 앤더슨
- 해나 스피어릿
- 키스 앨런
- 신시아 스티븐슨
- 대니얼 로벅
- 애나 챈슬러
- 제임스 포크너
- 데이비드 켈리
- 산티아고 세구라
- 코너 위도스
- 키스 데이비드
- 마크 윌리엄스
- 앨피 앨런

## 기타 제작진
- 공동 제작: 로버트 마이어 버넷
- 총괄 제작: 안드레이어스 클라인
- 배역: 존 팹시데라
- 미술: 리처드 홀랜드
- 의상: 스티븐 노블